# Moscheea Al-Askari
Moscheea Al-Askari este o moschee din orașul Samarra, Irak. Reprezintă unul dintre cele mai importante locuri de pelerinaj ale musulmanilor șiiți deoarece aici se află mormintele celui de-al zecelea imam, Ali An-Naqi și celui de-al unsprezecelea, Hasan Al-Askari.

## Istorie
Imamii Ali și Hasan au trăit în orașul Samarra ca prizonieri la tabăra militară a califului Al-Mu'tasim, numită Askaru l-Mu‘tasim. Datorită acestui fapt, cei doi imami au primit titlul de Askariyyān sau Prizonierii din tabără. Se presupune că ar fi murit în cele din urmă otrăviți și au fost îngropați în casa lor de pe strada Abī Ahmad, în apropiere de o moschee construită de califul Al-Mu'tasim.
În anul 944, emirul Nasir al-Dawla a ordonat construirea unei moschei pe locul unde au fost înmormântați cei doi imami. În scurt timp, moscheea a devenit un adevărat sanctuar pentru credincioșii șiiți. Printre cei mai importanți pelerini veniți la Samarra se numără generalul Arslan al-Basasiri în 1053 și însuși califul Al-Nasīr li-Dīn Allāh în 1209.
Șahul Naser al-Din Shah Qajar a coordonat ultima mare restaurare a moscheii în anul 1868, în anul 1905 fiindu-i adăugat domul de aur. Domul are aproximativ 20 de metri în diametru și se înalță la 68 de metri deasupra solului. De asemenea, zidurile de gresie albastră au fost decorate cu aproximativ 72.000 de bucăți de aur.
Atentatele din 2006 și 2007 revendicate de gruparea teroristă al-Qaida au necesitat noi lucrări de renovare a sanctuarului. În anul 2009, domul și cele două minarete au fost complet restaurate iar moscheea a fost redeschisă.

## Importanță religioasă
Moscheea Al-Askari din Samarra este unul dintre cele mai importante sanctuare ale musulmanilor șiiți, atrăgând anual mii de pelerini. Importanța sa și a orașului în general se datorează nu numai faptului că aici se află înmormântați al zecelea și al unsprezecelea imam, ci și faptului că al doisprezecelea și ultimul imam, Muhammad Al-Mahdi, a dispărut în mod misterios în acest loc. Imamul Al-Mahdi este cunoscut ca fiind Imamul Ascuns, cel ce se va întoarce înainte de Ziua Judecății.

## Fotogalerie

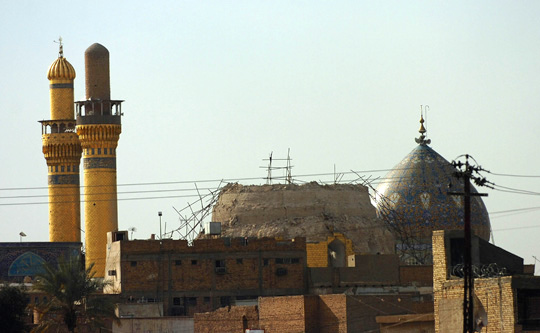
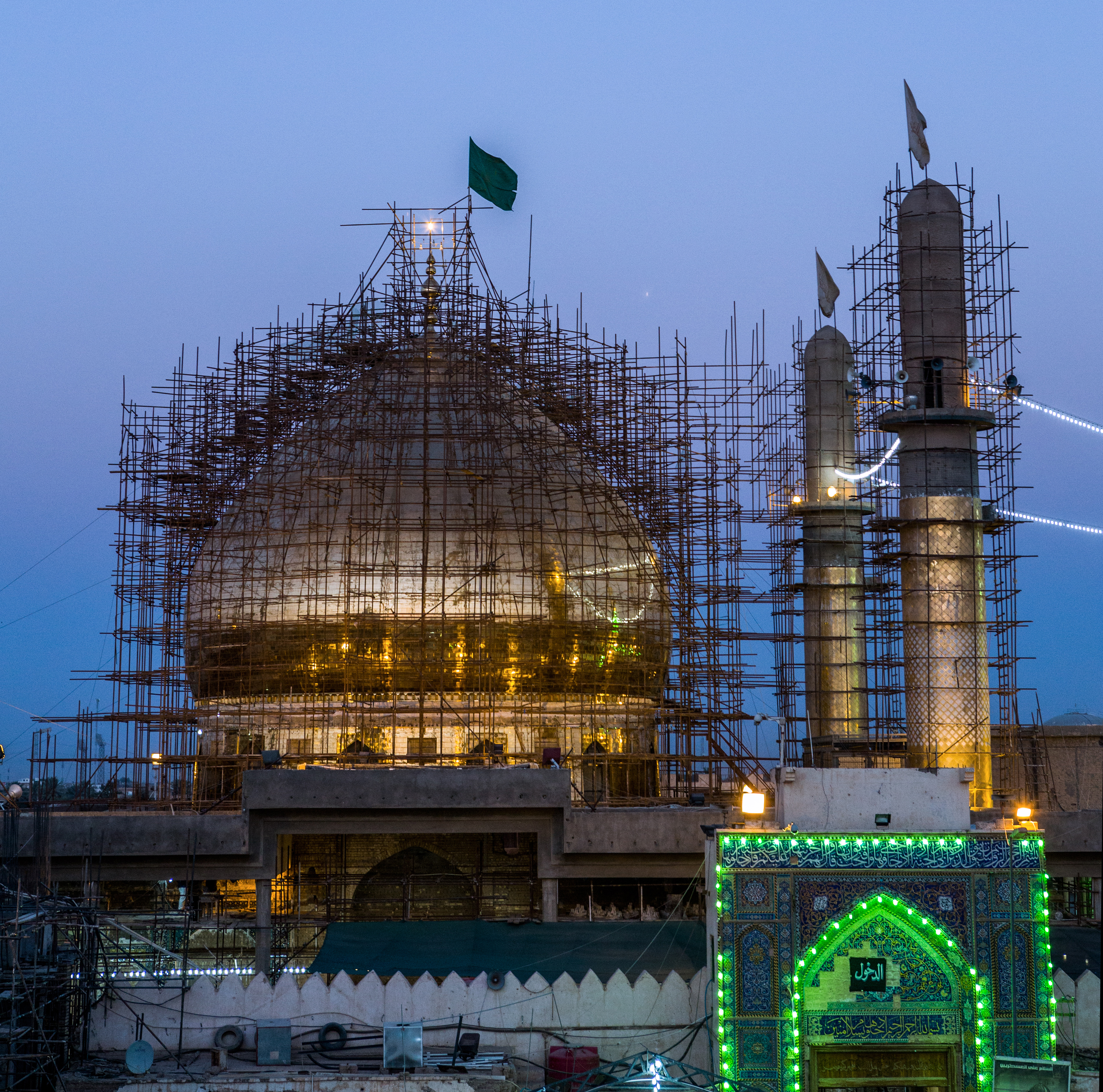